# 海胆石鳖
海胆石鳖（学名：Acanthopleura spinosa），是新石鳖目石鳖科海胆石鳖属的一种。主要分布于台湾，常栖息在潮间带的洞穴或岩石缝隙。